# Psilotrichopsis curtisii
Psilotrichopsis es un género de plantas fanerógamas de la familia Amaranthaceae. Su especie tipo, Psilotrichopsis curtisii, es originaria de China.

## Descripción
Son hierbas perennes, que alcanzan un tamaño de 20-30 cm de altura. Tallo erecto, ramificado poco lanoso, amarillo arriba. Hojas opuestas, con pecíolo de 5-8 mm, piloso; limbo elíptico a oblongo, de 4.5-10 × 1.5-4 cm, membranoso, ambas superficies estrigosas, base cuneada, ápice obtuso y redondeado, con un mucrón. Las inflorescencias en espigas terminales, de 0.8-2 cm. Flores pequeñas. Tépalos 5, amarillos, oblongos, de 2-2.5 mm, glabro.  Utrículos comprimidos de 1 mm. Semillas de color púrpura oscuro, reniformes. Fl. y fr. Julio.

## Distribución y hábitat
Se encuentra en las laderas y riberas de los ríos en Hainan.

## Taxonomía
Psilotrichopsis curtisii fue descrita por (Oliv.) C.C.Towns. y publicado en Kew Bulletin 29(3): 464–465. 1974.
Variedades
- Psilotrichopsis curtisii var. cochinchinensis (Gagnep.) H.S. Kiu
- Psilotrichopsis curtisii var. hainanensis (F.C. How) H.S. Kiu

Sinonimia
- Aerva curtisii Oliv.
- Aerva cochinchinensis Gagnep.
- Psilotrichopsis cochinchinensis (Gagnep.) C.C. Towns.
- Aerva hainanensis F.C.How
- Psilotrichopsis hainanensis (F.C. How) C.C. Towns.[3]